# Loleta (Pensilvania)
Loleta es un área no incorporada ubicada en el condado de Elk en el estado estadounidense de Pensilvania.

## Geografía
Loleta se encuentra ubicada en las coordenadas 41°24′22″N 79°04′36″O / 41.40611, -79.07667